# 石井亮次
石井 亮次（いしい りょうじ、1977年3月27日 - ）は、日本のフリーアナウンサー、総合司会者、タレント。元中部日本放送（CBCテレビ）アナウンサー。ジャパン・ミュージックエンターテインメント所属。

## 来歴

### 生い立ち、教育、学生時代の経験
ガソリンスタンドを経営する家庭の男3兄弟の次男として、大阪府東大阪市で出生。実家が経営するガソリンスタンドでは、営業時間中に有線ラジオ放送でNHKラジオ第1放送と毎日放送（MBSラジオ）のラジオ番組が流されている。その影響で、石井自身も小学生時代からスポーツアナウンサーを志望。『MBSヤングタウン』（MBSラジオ）のヘビーリスナーで、高校生時代には、ますだおかだがパーソナリティを務めていた水曜放送分のリスナー参加企画に電話で出演した。
同志社香里中学校・高等学校から同志社大学文学部へ進学（大学の同期入学は元Jリーガーの宮本恒靖、朝日放送チーフプロデューサーの近藤真広）。同志社大学への在学中には、毎日放送の本社に近いアナウンススクールにも通っていた。4年時（1998年）の就職活動で同局や宮根誠司が当時在籍していた朝日放送のアナウンサー職に応募したが、いずれも採用には至らなかった。それでも大学に籍を置いたまま、翌1999年にも在阪・在京・在名各局のアナウンサー採用試験を受けた結果、テレビ・ラジオ放送事業を兼営していた中部日本放送（社名はいずれも当時）への入社内定を勝ち取った。1年留年し、2000年3月に、同志社大学を卒業。

### 職務経歴
2000年4月1日付で、アナウンサーとして中部日本放送に入社。スポーツ実況要員として採用されたが、実際に担当したのは入社後2年間のみ（詳細後述）で、以降はバラエティ番組から報道番組まで幅広く担当。中部日本放送が加盟するJNN・JRN系列局の優秀なアナウンサーを表彰するアノンシスト賞では、2003年度の第29回ラジオ「フリートーク部門」で最優秀賞、2005年度の第31回テレビ「フリートーク部門」で優秀賞を受賞。中部日本放送におけるテレビ・ラジオ放送事業の分社化に伴って、2014年4月1日付でCBCテレビへ自動的に転籍した。
2013年4月1日からは、CBCテレビ制作の情報番組『ゴゴスマ〜GO GO!Smile!〜』で総合司会を担当中。その一方で、『なるほどプレゼンター!花咲かタイムズ』（CBCテレビ）を担当していた2012年には、共演者の1人である友近からの推薦で『うもれびと』（フジテレビ系列局の一部で8月9日未明に放送）に出演していた。
『ゴゴスマ』は、TBSテレビが同時ネットと制作への協力を開始した2015年度を境に、ネット局が徐々に増加。2021年4月改編の時点で、TBSテレビ系列28局中24局にまで達している。このように放送地域が拡大していることを背景に、同局やCBCテレビが制作する全国ネット番組や、ネット局で放送されている自社制作番組などにもCBCへの在職中から随時登場。2015年と2018年には『下町ロケット』、2017年には『陸王』、2018年には『ブラックペアン』（いずれもTBSテレビが「日曜劇場」向けに制作した連続ドラマ版）や『都庁爆破!』（同局が制作した1月2日放送の新春スペシャルドラマ）にも出演した。2018年には、自身初の著書『こんにちは、ゴゴスマの石井です』（ワニブックス）が発売されたほか、12月21日にはCBCの主催で有料の単独トークライブへ初めて臨んだ。
2020年3月31日付でCBCテレビを退社したことを機に、翌4月1日からジャパン・ミュージックエンターテインメント（JME）所属のフリーアナウンサーへ転身。『ゴゴスマ』では、同日以降もフリーアナウンサーとして司会を続けている。

## 人物・パーソナルデータ

### 仕事の姿勢・今後の仕事の目標など
ゴゴスマの放送では毎回、生放送本番の7時間前の午前7時に自宅を出て、7時半頃には局入りし、8時から始まる第一回台本会議に始まり、計3回も台本会議に出席し、過程もふくめてスタッフと共有するように心がけているという（2020年9月3日放送「ダンナの昼顔」で密着取材を受け、司会業の舞台裏、日々ルーチンで行っていることを公開した。そこで第一回会議から参加する理由なども説明）。
石井は、上岡龍太郎が横山ノックの永眠後（2007年6月7日）に「横山ノックを天国へ送る会」で述べた弔辞の読み方や間の取り方（当該項に詳述）を自身の司会業やフリートークの参考にしているという。上岡の弔辞の動画をYouTubeで繰り返し見てすっかり憶えており、そのまま完全に再現できるほどだという。
フリーアナウンサーへの転身直前から、『NHK紅白歌合戦』（NHK）の司会を目指していることを明言。その布石として、『うたコン』（NHK総合テレビの音楽番組）を毎週視聴しているという。

### スポーツ実況の挫折
2021年3月13日放送の『サワコの朝』（毎日放送・TBSテレビ共同制作）にゲストとして出演。1985年に阪神タイガースがセントラル・リーグ優勝、日本一になったことに感激し、スポーツアナウンサーを志して中部日本放送（2000年当時）に入社したものの、入社2年目で挫折したことを明かした。石井は、二軍戦の実況練習をした時、試合前の情景描写にこだわりすぎ、プレイボールに間に合わず、「第一球、投げてました」と過去形実況になってしまった。その失敗により、3年目からは情報番組をやることになり、スポーツ実況を離れたという。MCの阿川佐和子が「（実況を）やりたいですか?」と尋ねると、石井は
とスポーツ実況を断念していることを明かした。

### その他
阪神タイガースのファンである。
両親が家業を継ぐことを望んでいたため、危険物取扱者の資格を取得している。ちなみに、実家のガソリンスタンドは、一時他の業種に従事していた1歳年上の兄が、後に実父から経営権を継承。2015年10月に実父を亡くしてからも営業を続けている。
高校、大学時代の7年間実家のガソリンスタンドでアルバイトをした。父と大喧嘩をした後で、一時期近所のガソリンスタンドで働いたことがある。他には大阪市の鶴橋にある漬物店でアルバイトをした。
静岡放送（SBS）の牧野克彦アナウンサーとは同志社大学在学時代からの友人にあたり、石井の実家（ガソリンスタンドを経営）には牧野も行った経験がある。2018年4月2日から静岡放送でも新潟放送（BSN）とともに『ゴゴスマ』の同時ネットを正式に開始しているため、牧野はネットを開始した年の放送日で同局の放送対象地域である静岡県内から中継で登場し、スタジオの石井との共演が実現されている。
また、毎日放送（MBS）の河田直也アナウンサーとは同局のアナウンサー試験に同席したことがあり、現在も親交が深い。毎日放送では『ちちんぷいぷい』の終了を機に、同番組の放送枠の大半（河田がパーソナリティを務める情報番組『よんチャンTV』の前枠）を『ゴゴスマ』の同時ネットに充てたことから、毎日放送のみで流れる『ゴゴスマ』の告知映像には河田と石井が揃って登場。就職活動中に撮影された集合写真も使われている。
CBCアナウンサー時代に情報番組のロケーション撮影で三重県津市を訪れた際に現在の妻となる女性と出会い、1年後に結婚した。現在、妻と娘2人の4人生活。犬も一匹飼っている。2021年には第14回ベスト・ファーザー賞 in 関西・メディア部門に選出された。　　　　　　　　
強度の近視のため、コンタクトレンズを使用している。

## 現在の担当番組

### テレビ番組
- ゴゴスマ〜GO GO!Smile!〜（CBCテレビ） - MC（総合司会）
  - （CBCを含む）TBS系列の基幹5局では最も遅く、地元局の毎日放送（MBS）で2021年3月15日から同時ネットを開始することが発表された際には、「関西で『ゴゴスマ』放送スタートの一報を聞いた瞬間、（毎日放送を通じて）ふるさと（東大阪市の実家のテレビ）に映る喜びから、ブワ～っと涙があふれた」とのコメントを寄せている[13]。
- Nスタ（TBSテレビ）- 『きょうの"気になる"60秒』コーナー担当
  - 『ゴゴスマ〜GO GO!Smile!〜』とのクロストークのコーナーを担当している。ただし、CBCテレビでは『チャント!』を放送する関係で裏送りとなる。
- LIVEコネクト!→ドっとコネクト（関西テレビ） - MC（総合司会）
- 日経スペシャル もしものマネー道もしマネ（テレビ大阪） - MC（総合司会）
- 東海地方のド定番 なぜそこまで愛される?太田×石井のデララバ（2023年5月24日・2023年10月18日 - 、CBCテレビ） - MC（総合司会）

### ラジオ番組
- 石井亮次と福島暢啓のフダンギダンギ。 - パーソナリティ（2021年3月29日 - 、MBSラジオ）

## 過去の担当・出演番組

### 中部日本放送・CBCテレビのアナウンサー時代
CBCテレビからの退社・フリーアナウンサーへの転身（2020年4月）以降にも出演した番組を含む。

#### テレビ番組
自社で制作（CBCテレビ制作）している番組
- 晴れ・どきドキ晴れ（「朝CHU〜」「ああ夫婦道」「昼CHU〜」「石井のトクちゅ〜」「輝け!晴れドキチルドレン」担当）
- グッデイCBC （司会） - 放送上は、「グッデイ石井」と称していた。
- ユーガッタ!CBC （2003年10月 - 2006年3月、月曜・火曜・金曜担当）
- YANASE SPECIAL 2007 がんばれドラゴンズ! （2007年3月25日）
- イッポウ（まじあな：火曜日、17時台のニュースと18時台のスポーツ：火・金曜日、月曜・木曜リポーター）
- なるほどプレゼンター!花咲かタイムズ[14]
- 旅ずきんちゃん（2015年8月9日：水谷千重子の専属司会者として北原ミレイ、田川寿美との旅に同行）
- 本能Z（2017年4月5日 - 2018年10月17日）- ナレーション

全国ネット向けなどの番組
- 日曜劇場「下町ロケット」（TBSテレビ、2015年12月20日・2018年12月2日放送分） - 2015年版では最終回に登場。2018年版では第9回で、「帝国重工（ドラマの主な舞台である架空の企業）が参加する」という設定の農業製品PRイベント（『ゴゴスマ』が放送されている新潟県内で収録）のシーンに、司会者役として出演した[15]。
- サンデージャポン（TBSテレビ、2017年7月9日・8月20日放送分にてゲストコメンテーターとしてスタジオ生出演）
- 日曜劇場「陸王」（TBSテレビ、2017年12月24日放送の最終回） - CBCの放送対象地域である愛知県豊橋市で「第64回豊橋国際マラソン選手権大会」（劇中のクライマックスシーンである架空のマラソン大会）を収録したことや、かつてスポーツアナウンサーだったことから、大会の実況アナウンサー役で出演[16]。
- 都庁爆破!（TBSテレビ、2018年1月2日） - 出演ドラマでは初めて、台詞のある役（消防隊員）で登場[17]。
- なじラテ（新潟放送、2018年4月7日）
- 東大王（TBSテレビ、2018年5月13日放送分のスペシャル版） - 「芸能人チーム」（12名）の一員として出演。
- アッコにおまかせ!（TBSテレビ、2018年6月17日）[18]
- 日曜劇場「ブラックペアン」（TBSテレビ、2018年6月24日放送分の最終回） - 東城大学医学部付属病院（ドラマの主な舞台になった架空の大学病院）の院長選挙の司会者役
- ゴロウ・デラックス（TBSテレビ、2018年9月14日）- 友近と共演。
- 静岡発そこ知り（静岡放送、2018年10月17日）
- 日曜劇場「集団左遷!!」（TBSテレビ、2019年4月21日放送分の第1回）- 「三友銀行」（ドラマの舞台である架空の大手銀行）の支店リニューアルオープンセレモニーの司会者役[19]
- 生放送!平成最後の日（TBSテレビ、2019年4月30日）- 平成時代の初期に、元号と地名が同じことから観光客が押し寄せた岐阜県関市の「平成（へなり）地区」（CBCテレビ・ラジオの放送対象地域内）からの生中継リポートを担当[20]。
- 有田哲平と高嶋ちさ子の人生イロイロ超会議スペシャル（TBSテレビ、2019年5月13日） - 「うちの夫どう思います?会議」という企画に、「相談ゲスト」の1人として登場。妻もVTRに加え、スタジオ出演した。
- ニンゲン観察バラエティ モニタリング（TBSテレビ、2019年7月18日） - 「木下優樹菜の酒場放浪記」のロケにゲストで出演[21]。
- ジョブチューン アノ職業のヒミツぶっちゃけます!（TBSテレビ、2019年8月17日）
- てゲてゲ（南日本放送、2019年11月27日）
- 週刊山崎くん（熊本放送、2019年12月18日）
- よるマチ!（あいテレビ、2019年12月25日）

#### ラジオ番組
- 多田しげおの気分爽快!!朝からP・O・N （「暮らしに鉄分」火曜リポーター）
- ツー快!お昼ドキッ（金曜パーソナリティ）
- ごごイチ（火曜パーソナリティ）
- 次は〜新福島!シリーズ（毎日放送、2017年11月15日・2018年12月13日） 
  - 福島暢啓（毎日放送アナウンサー）がメインパーソナリティを務めるナイターオフ期間限定の生放送番組で、『ゴゴスマ』の本番終了後に来阪したうえでゲスト出演。当初は「ラジオ博愛主義!パイセンがやってきた!」（ラジオ各局のパーソナリティ経験者をゲストに迎える20時台のコーナー）にのみ登場する予定だったが、実際にはほぼ全編に出演していた。
  - 上記コーナーが編成されていない2019年度以降は、大阪への帰省を兼ねて、（『次は〜新福島!』を含む）福島の冠番組をベースに生放送で編成される新春特別番組の一部コーナーに出演（フリーアナウンサー転身後の2020年以降も継続）。CBCからの退社3ヶ月前（2020年1月1日）に放送の新春特別番組『福島のぶひろの大新年会!おめでとう日本!』では、14時台「パイセンがやってきた!スペシャル」において、伊藤史隆（CBCの本社がある名古屋市出身の朝日放送テレビアナウンサー）との共演も果たした。
- ヤングタウン日曜日（毎日放送、2018年9月23日）
- 爆笑問題の日曜サンデー（TBSラジオ）
  - 2019年4月28日放送分に、「ゆく「平成」くる令和 石井×爆笑問題スペシャル対談」（『ゴゴスマ』で翌4月29日から5月6日まで放送された特別企画）の宣伝を兼ねて初出演。当時のアシスタントの1人だった江藤愛が春季休暇を取得していたことに伴って、前述の『ゴロウ・デラックス』で共演していた外山恵理（いずれもTBSテレビのアナウンサー）との「Wアナウンサー」体制で13・14時台のアシスタント[22]を任されたほか、「サンデー中継くん」で中継リポーターも務めた。
  - CBCテレビからの退社・フリーアナウンサーへの転身後も、メインパーソナリティの1人である田中裕二（爆笑問題）が新型コロナウイルスへの感染で自宅療養中だった2020年9月13日放送分に、田中の代役として出演した[23]。
- 土曜ワイドラジオTOKYO ナイツのちゃきちゃき大放送（TBSラジオ、2020年3月21日） - 11時台のトークコーナー「TOKYOよもやま話」ゲスト

### フリーアナウンサーへの転身後
転身後に初めて出演した番組のみ記載。

#### テレビ番組
- サンドと石井と知りすぎた芸人たちの会!（フジテレビ、2020年8月1日） - フリーアナウンサーへの転身後初めて、CBC以外の放送局が制作するテレビ番組へ出演。サンドウィッチマンと共同でMCを務めた[24]。-MC
- ダンナの昼顔（TBSテレビ、2020年9月3日）
- 行列のできる法律相談所（日本テレビ、2020年10月11日）
- ザ・フォーカス（TBSテレビ、2020年11月1日）-ナレーション
- JNN ふるさと紀行（TBSテレビ、2020年11月21日）
- 世界一受けたい授業（日本テレビ、2020年11月28日）
- 胸いっぱいサミット!（関西テレビ、2020年12月5日） -  収録の時点で毎日放送が『ゴゴスマ』の時間帯に自社制作で『ちちんぷいぷい』を放送していたことを背景に、「関西人の知らない有名人」としてゲスト出演。地元の在阪局が制作するテレビ番組への初出演を、「アナウンサー試験へ出願した際に書類選考を通過できなかったので、（通過していれば面接などの試験を受けているはずだった）本社屋へ足を踏み入れることが憧れだった」という関西テレビの生放送番組で果たした[25]。
- ダウンタウンなう（フジテレビ、2020年12月11日）
  - 笑える！泣ける！動物スクープ100連発（TBSテレビ、2020年12月24日）
- それ古いっすよ!サンドさん!!（フジテレビ、2020年12月26日）-MC
- グッとラック!（TBSテレビ、2021年1月26日）
- ザ!世界仰天ニュース（日本テレビ、2021年2月9日）
- 開運!なんでも鑑定団（テレビ東京、2021年2月23日）
- オールスター感謝祭（TBSテレビ、2021年3月27日、2023年4月8日）- 解答者として。2021年のみゴゴスマ金曜レギュラーの河合郁人（A.B.C-Z）、ナジャ・グランディーバ、ゲスト出演を経て、同年3月31日から水曜レギュラーに就く千原ジュニア（千原兄弟）と出演。
- 家族写真〜写真がつなぐ12年（CBCテレビ、2021年3月29日）-ナレーション
- 人生最高レストラン（TBSテレビ、2021年4月10日）
- 位置について〜走り始める未来の医療人（CBCテレビ、2021年5月2日-7月18日）-ナレーション
- 土曜のよんちゃんTV（毎日放送、2021年5月29日、8月21日、9月25日、12月18日、2022年3月12日）
- 桃色つるべ～アナウンサーどうぞSP～（関西テレビ、2021年6月6日）
- 霜降りミキXIT（TBSテレビ、2021年6月28日）
- ワイドナショー（フジテレビ、2021年7月4日・11月21日・2022年2月13日・8月21日）
- タモリ倶楽部（テレビ朝日、2021年7月23日、2022年11月18日）
- ホンマでっか!?TV（フジテレビ、2021年8月11日）
- 突然ですが占ってもいいですか?（フジテレビ、2021年9月8日）[26]
- ディスカバリー・エンターテインメント 秘密のケンミンSHOW 極（読売テレビ、2021年9月9日）
- 日曜日の初耳学（毎日放送、2021年9月12日、10月24日、12月5日、2022年2月6日、2月20日、5月1日、5月15日、6月12日、8月28日、9月11日、10月23日、2023年12月3日）
- チマタの噺（テレビ東京、2021年9月21日、9月28日）
- news23（TBSテレビ、2021年10月18日）
- ブラキタ（北海道放送、2021年10月30日）
- 選挙の日2021 太田光が問う！私たちのミライ（TBSテレビ、2021年10月31日）
- 家族写真〜写真家浅田政志の世界（CBCテレビ、2021年11月14日）-ナレーション
- 絶好調W（北陸放送、2021年12月8日、12月15日）
- 天海祐希と友近が行く！ふたり旅（2021年12月15日）-ナレーション
- もしものマネー道 もしマネ（テレビ大阪、2021年12月19日）-MC
- 東海3県ぴかりニュース大賞（CBCテレビ、2021年12月30日）-MC
- お正月のよんちゃんTV（毎日放送、2022年1月2日、1月3日）-MC
- 新春！爆笑アカデミー！！鶴瓶＆さまぁ～ずのぶっとび博士研究所（CBCテレビ、2022年1月3日）-MC
- NewsPicksxMBSxCBC 石井亮次のゲキ論「恋愛」緊急事態宣言（毎日放送、CBC、2022年1月14日）-MC
- 王様のブランチ（TBSテレビ、2022年1月15日）
- NewsBAR橋下（ABEMA、2022年1月22日）
- 痛快!明石家電視台（毎日放送、2022年1月24日）
- 人生が変わる1分間の深イイ話×しゃべくり007 合体SP （日本テレビ、2022年2月28日）
- ド真ん中ジャーナル（NHK名古屋、2022年3月4日）
- 日本人のおなまえ（NHK、2022年3月4日）
- A-Studio（TBSテレビ、2022年3月11日）
- クルマとミライ（テレビ愛知、2022年3月20日）
- 偽りのアサリ〜追跡1000日産地偽装の闇（CBCテレビ、2022年3月30日）-ナレーション
- イマナマ!サタデー（中国放送、2022年4月30日）
- パネルクイズ アタック25 Next（2022年5月1日 - 7月31日、2023年1月29日、2月5日、2024年3月10日、3月31日 - BSJapanext[27]） - 司会代理[28][29][30][31][32][33]
- 東海どまんなか!ライブ（NHK名古屋、2022年5月27日）
- この地方ゆかりの有名人も知らない!?名古屋めしの新常識（CBCテレビ、2022年5月23日）
- 東海どまんなか！ライブ（NHK名古屋、2022年5月27日）
- あなたの情熱、撮ってきてください（テレビ東京、2022年5月28日）
- 太田×石井のブームを生んだあの人に新作つくってもらいました（CBCテレビ、2022年6月18日）-MC
- 選挙の日2022私たちの明日（TBSテレビ、2022年7月10日）-MC
- 叡智の狂宴（日本テレビ、2022年7月17日）-MC
- 片っ端からの喫茶店（テレビ大阪、2022年7月18日、7月25日、8月1日、8月8日）
- サタデープラス（毎日放送、2022年8月6日、12月3日）
- トークィーンズ（フジテレビ、2022年9月8日）
- ゴゴスマ列島生報告SP〜秋のダレなんサー大賞〜（2022年9月24日）-MC
- 有吉のお金発見突撃!カネオくん（NHK、2022年9月24日）
- スゴいぞ!世界スピードスターGP（フジテレビ、2022年10月1日） - MC（総合司会）
- 芸能人格付けチェック（朝日放送テレビ、2022年10月4日）
- ノンレムの窓 2022・秋「未来から来た男」（日本テレビ、2022年10月9日）[34]
- 居間からサイエンス（BSテレビ東京、2022年10月10日、10月17日）-初代司会
- 花咲かタイムズ（CBCテレビ、2022年12月17日）
- 知って得する！ 1番かぶり（フジテレビ、2022年12月30日）- MC（総合司会）
- サンド石井のニッポン白い未来・黒い未来（フジテレビ、2023年1月8日）-MC
- つづくさんのどようだよ (^^)（宮崎放送、2023年1月21日）
- 池上彰と石井亮次のコロナ1000日カレンダー～今だから言える私の本音～（毎日放送、2023年2月7日）-MC
- 日立 世界・ふしぎ発見!（TBSテレビ、2023年4月15日 - 2024年3月30日） - 総合司会（2代目）
- さんまのまんま 初夏SP（関西テレビ、2023年7月7日）
- おしゃべり特区（毎日放送、2023年9月17日）-MC
- ワールドワイドショー 我が生涯最高リサーチ（関西テレビ、2023年10月15日）-MC
- 関西"愛"認定バラエティー ちゃうんちゃう?（NHK大阪、2023年12月9日、2024年1月13日）
- サンド石井のスッキリ！ギョーカイ愚痴り話（フジテレビ、2023年12月29日）-MC
- ニッポンの歌ヂカラ〜歌い継がれるあのメロディー〜（テレビ東京、2024年2月17日）-MC
- 天神祭 生中継 2024（テレビ大阪、2024年7月25日）
- なにわ淀川花火大会 生中継2024（テレビ大阪、2024年8月3日）- MC（総合司会）

#### 毎日放送での『ゴゴスマ』ネット開始のPRを兼ねて出演した番組
- サワコの朝（TBSテレビとの共同制作 ※全国ネット、2021年3月13日）
- せやねん!（2021年3月13日） - 前夜に放送された『ナジャ・グランディーバのレツゴーフライデー』に続いての生出演。
- MBSベースボールパーク（阪神タイガース対読売ジャイアンツのオープン戦中継、2021年3月13日） - 『せやねん!』の本番を終えた後に、「（大学生時代から）20年来の友人」という河田直也アナウンサーと揃って阪神甲子園球場の放送席へゲスト出演。
- 土曜のよんチャンTV（2021年4月10日） - 福島暢啓アナウンサーがMCを務める生放送番組に初回ゲストとして登場。以降も番組終了までに不定期で出演していた。

#### ラジオ番組
- 福島のぶひろのおじ散歩。（毎日放送、2020年4月27日） - 『MBSマンデースペシャル』枠の生放送番組で、『ゴゴスマ』の本番後に「おじさんゲスト」として電話で出演。フリーアナウンサーへの転身後初めて、CBC以外の放送局が制作する番組へ登場した。
- 大沢悠里のゆうゆうワイド土曜日版（TBSラジオ、2020年6月27日） - ゲスト
- 伊集院光とらじおと（TBSラジオ、2020年12月30日）- ゲスト
- MBSヨル隊 ナジャ・グランディーバのレツゴーフライデー（毎日放送、2021年3月12日） - 『ゴゴスマ』の本番後に来阪してゲスト出演。
- 石井亮次と福島暢啓のフダンギダンギ。（毎日放送 ※初回のみ→MBSラジオ、ラジオ事業分社直前の2021年3月29日より月1回程度『マンデースペシャル2』枠で放送）
- ZonE（TBSラジオ、2021年5月29日）
- ウラのウラまで浦川です（朝日放送ラジオ、2021年6月8日） - 前述・伊藤の同僚、浦川泰幸アナウンサー（ゴゴスマが放送されている熊本県出身）がメインの番組で、テレビ朝日局員で『羽鳥慎一モーニングショー』のコメンテーターでもある玉川徹（ゴゴスマが放送されている宮城県出身）共にゲスト出演。

## 出演映画
- WOOD JOB !〜神去なあなあ日常〜（2014年公開、東宝） - 祭りのシーンに系列各局アナウンサーとともにふんどし姿で出演。
- 正体(2024年公開、松竹）-ゴゴスマ司会アナウンサーとして

## CM
- オープンハウス（2021年6月17日 - ） - 角田晃広（東京03）と共演 - 東海地方限定[35]
- 愛知県国民健康保険団体連合会（2021年8月-）

## 授賞
- 2003年度 JNN系列アノンシスト賞 第29回ラジオ「フリートーク部門」最優秀賞
- 2005年度 JNN系列アノンシスト賞 第31回テレビ「フリートーク部門」優秀賞
- 2021年度 第14回ベスト・ファーザー賞in関西（2021年6月14日）
- 東大阪魅力PR大使（2022年10月15日-）
- なごやめし宣伝大使（2023年12月27日-）

## 資格
- 危険物取扱者乙種4類

## 著書
- こんにちは、ゴゴスマの石井です（2018年8月20日初版刊行、ワニブックス、ISBN 978-4847097072）
- ゴゴスマ石井の なぜか得する話し方 誰からも好かれる会話のコツ（2022年1月11日初版刊行、ダイヤモンド社、ISBN 978-4478115053）

## JNN・JRN系列の同期 （NRNとのクロスネット局を含む）

### アナウンサー
- 山内あゆ（TBS、石井と同じく中居正広との共演歴がある。2023年の時点ではゴゴスマの後座番組『Nスタ』に出演しており、かつて石井がNスタのスタジオを訪れた際には山内を含むNスタ出演者と共に撮った写真がSNSなどで公開されている。ちなみに、山内の夫も同期）
- 久保田智子（TBS、現・報道記者）
- 相賀真理子（元北海道放送・現・フリー）
- 森理恵（元北海道放送、現・同局パーソナリティ）
- 川越こず恵（元青森テレビ、現・フリー）
- 高橋薫（元青森テレビ）
- 大沼理沙（元青森テレビ、現・フリー）
- 松本龍（元秋田放送、現・東日本放送、元CBCアナ・吉岡伸悟の同僚）
- 佐々木淳吾（東北放送、前述の川越、CBCの同期である青木と同じ大学、ゴゴスマで共演している古舘伊知郎と同じ大学、同じ高校。ちなみに実弟は古舘、フリー転向後に共演歴がある前田有紀の古巣・玉川が在籍しているテレビ朝日の佐々木亮太）
- 宮田敬子（元東北放送）
- 大場寿子（元ラジオ福島）
- 島田弥栄（元ラジオ福島）
- 高島由紀子（元ラジオ福島、現・ナレーター）
- 平松亜希子（元ラジオ福島、現・フリー、CBCの地元・三重県松阪市出身）
- 東宏典（元新潟放送、後述する金子恵美の元同僚）
- 辻村真理子（元北日本放送）
- 花村あづさ（元チューリップテレビ、現・フリー、CBCの地元・愛知県豊田市出身）
- 橘俊江（元北陸放送、現・フリー）
- 大隅智子（元北陸放送、現・フリー、気象予報士）
- 上田崇順（毎日放送、前述の友人・河田と同じく兵庫県神戸市出身）
- 西村麻子（毎日放送、大学でも同期、石井と同じく前述のアノンシスト賞の受賞経験者でもある）
- 上田悦子（毎日放送、石井と同じく東大阪市出身、前述のアノンシスト賞の受賞経験者でもある）
- 岩本計介（朝日放送テレビ）
- 小寺右子（朝日放送テレビ）
- 尾崎美樹（元高知放送、現・フリー）
- 和氣孝治（南海放送）
- 橋口裕子（元南海放送）
- 村山耕一（宮崎放送、現・報道記者、スポーツキャスター）
- 丁野奈都子（元宮崎放送、現・フリー）
- 宮本優香（元宮崎放送、現・フリー、実父はNHK在籍時代に前述の紅白歌合戦で古舘と共演歴がある宮本隆治）

### アナウンサー以外
- 竹永典弘（TBS）
- 金子恵美（元新潟放送、2020年以降は前述のゴゴスマで共演）
- 米沢飛鳥（毎日放送、現・報道記者）

### トリビア・雑学
1. ↑  同期のアナウンサーは青木まな（現在はCBCテレビ報道局記者）。他の在名局の同期アナは鬼頭あゆみ（元東海テレビ）、山田泰三（元名古屋テレビ）、鶴木陽子（元中京テレビ）。
2. ↑  トリビア - 地元局の毎日放送（MBSテレビ）では『ゴゴスマ』の時間帯に『ちちんぷいぷい』を編成してきたが、2017年度以降はアナウンサーの福島暢啓がパーソナリティを務めるラジオ番組（ナイターオフ期間限定の生ワイド番組『次は〜新福島!』シリーズなど）にゲスト扱いで定期的に出演。同志社大学在籍中の1999年10月から21年半にわたって放送されてきた『ちちんぷいぷい』の終了（2021年3月12日）と『ゴゴスマ』の同時ネット開始（同月15日）を機に、関西地方での知名度も上がることが見込まれている。
3. ↑  トリビア - CBCの地元・東海地方では、フジテレビ系列の東海テレビで、8月24日未明（23日深夜）に遅れネット形式で放送。また、後述の関西テレビでも同じく8月24日未明（23日深夜）に遅れネット形式で放送。